# Пиеве Санто Стефано
Пиѐве Санто Стѐфано (на италиански: Pieve Santo Stefano) е малко градче и община в централна Италия, провинция Арецо, регион Тоскана. Разположено е на 431 m надморска височина. Населението на общината е 3249 души (към 2010 г.).